# River Bollin
River Bollin är ett vattendrag i Storbritannien.   Det ligger i riksdelen England, i den centrala delen av landet, 260 km nordväst om huvudstaden London.